# Traffic shaping
Traffic shaping, ook wel "packet shaping" genoemd, is een vorm van rate limiting. Dit is het regelen van de hoeveelheid data die verstuurd en ontvangen wordt door een netwerkkaart. Het vertraagt sommige of alle datagrams zodat ze overeenkomen met een gewenst trafficprofiel. Een bepaald type van dienst zal het netwerk hierdoor niet kunnen overbelasten en dit komt met een aantal voordelen. De bandbreedte wordt beter gebruikt, de latency zal verlagen en de uitvoering van sommige applicaties zal sneller gaan.

## Werking
Traffic shaping houdt latency laag op verschillende manieren. Het kan dit doen door de hoeveelheid data binnen een bepaald tijdsinterval te regelen, door de snelheid waarmee de data verstuurd worden te regelen of door middel van meer complexe methodes zoals GCRA. Deze methodes baseren zich voornamelijk op het vertragen van sommige pakketten. Welke pakketten vertraagd worden wordt bepaald door ze op te splitsen in verschillende klassen.
Doordat traffic shaping een deel is van bandbreedtemanagement wordt het vaak verward met traffic management of traffic policing.

## Gebruik
Traffic shaping wordt soms gebruikt bij applicaties om ervoor te zorgen dat hun verstuurde data overeenkomt met het trafficprofiel.
Het wordt echter wel voornamelijk gebruikt bij netwerkverkeerontwikkeling en bij internet service providers (ISP's) als een van de internet-trafficmanagement-technieken.

## Implementatie

### Overflowconditie
Alle implementaties van traffic shaping hebben een buffer met beperkte grootte en moeten pas in actie komen wanneer dat deze vol is. Dit kan door alle data die binnenkomt nadat de buffer vol is gewoon te laten vallen of door complexere algoritmes zoals Random Early Discard (RED). Een andere manier om hiermee om te gaan is door alle data gewoon unshaped door te laten wanneer de buffer vol is.

### Traffic-classificatie
In plaats van alle data uniform te shapen zoals bij simpele vormen van traffic shaping, worden de data eerst opgedeeld in verschillende klassen en elke klas wordt op een andere manier aangepakt om zo het gewenste effect te bekomen.

### Zelflimiterende bronnen
Een zelflimiterende bron levert nooit data aan een snelheid groter dan een voorafbepaalde limiet bijvoorbeeld doordat ze niet sneller kunnen verzenden dan dat ze kunnen coderen. Hierdoor ontstaat er al een vorm van traffic shaping.

## ISP's en traffic shaping
Traffic shaping wordt bij ISP's gebruikt om hun netwerken te optimaliseren omdat hun netwerk hun grootste activa is en dus de meeste aandacht vraagt. Door traffic shaping te gebruiken, kunnen ze bepaalde applicaties verbeteren en andere ontmoedigen. Dit heeft echt wel voor controverse gezorgd omdat sommigen vinden dat het niet de taak is van de ISP's om te beslissen welke applicaties belangrijk zijn en welke niet.
Het gebruik van traffic shaping door ISP's heeft echter ook wel voordelen voor de gebruikers. Door classificatie te gebruiken, kan er gezien worden welke verbindingen er allemaal gelegd worden door de gebruiker en kunnen ze zo hun dienst aanpassen.